# Pravedno ubojstvo
Pravedno ubojstvo je kriminalistički triler iz 2008. koji je distribuirao Overture Films. Redatelj je bio Jon Avnet, a producenti Avi Lerner, Boaz Davidson, Daniel M. Rosenberg, Lati Grobman i Randall Emmett. Glavni glumci su bili Robert De Niro i Al Pacino, a sporedni 50 Cent, Carla Gugino, Donnie Wahlberg, Brian Dennehy i John Leguizamo. Film je izdan u SAD-u 12. srpnja 2008.